# گیم آواردز ۲۰۱۹
جوایز بازی ۲۰۱۹ (انگلیسی: The Game Awards 2019) نام مراسم اهدا جوایز به بهترین بازی‌های سال ۲۰۱۹ می‌باشد. این برنامه در تئاتر مایکروسافت در لس آنجلس در ۱۲ دسامبر ۲۰۱۹ برگزار شد و ۴۵ میلیون بیننده به صورت آنلاین برنامه را مشاهده کردند. سکیرو: سایه‌ها دو بار می‌میرند در این مراسم بهترین بازی سال ۲۰۱۹ شد.

## بازی های معرفی شده
در این مراسم، بازی‌هایی که قصد انتشار در آینده را دارند، به صورت پیش‌نمایش معرفی شدند که به شرح زیر است:
- تاکتیک‌های چرخ‌دنده‌ها
- اری اند د ویل آو د وسپس
- سایبرپانک ۲۰۷۷
- گادفال
- شبح تسوشیما
- گرگی در میان ما ۲
- کنترل (نسخه نینتندو)
- حماسه سنوئا: هل‌بلید ۲
- نیمه‌عمر: الیکس

## جوایز
| بهترین بازی سال | بهترین کارگردانی |
| --- | --- |

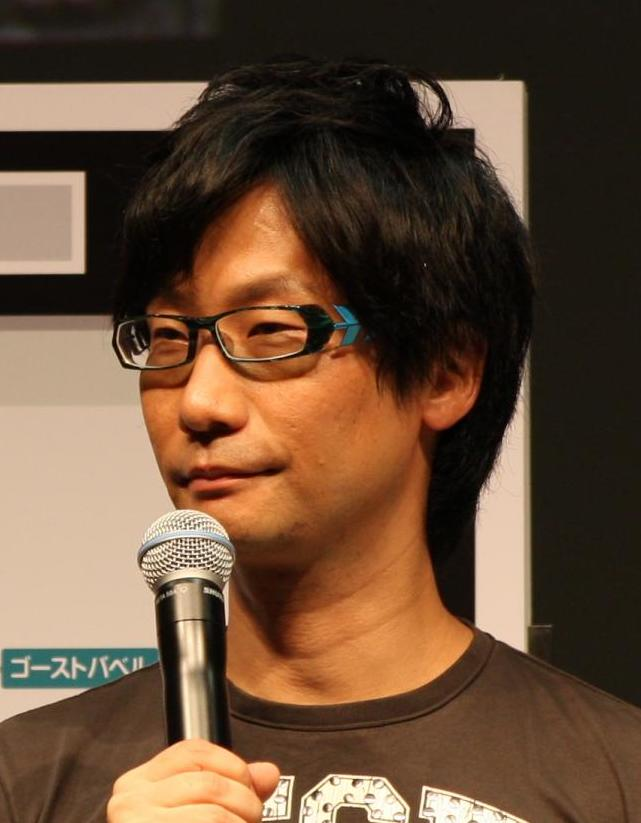
هیدئو کوجیما برنده جایزه بهترین کارگردانی برای دث استرندینگ.

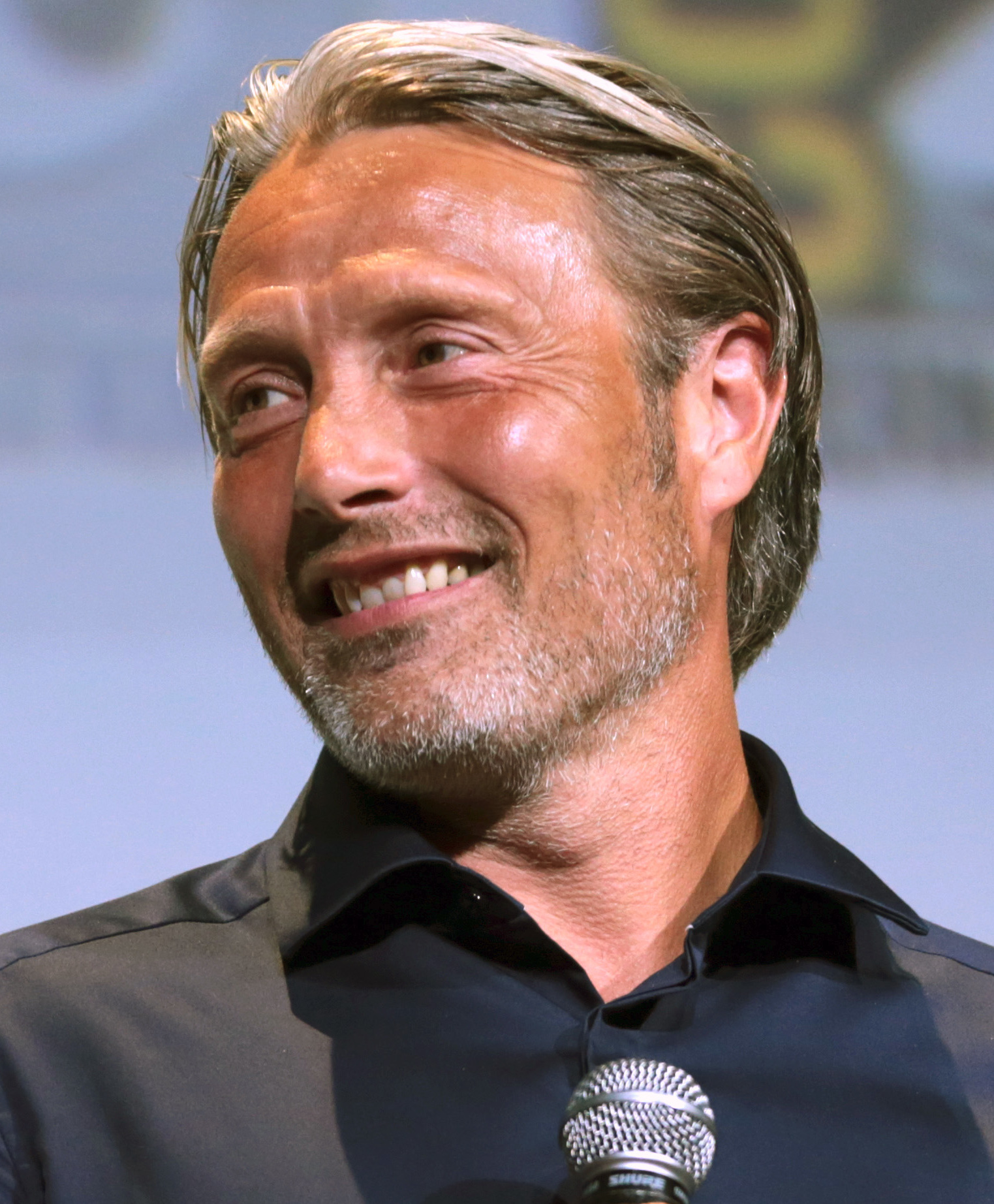
مدس میکلسن برنده جایزه بهترین عملکرد شخصیت برای دث استرندینگ.

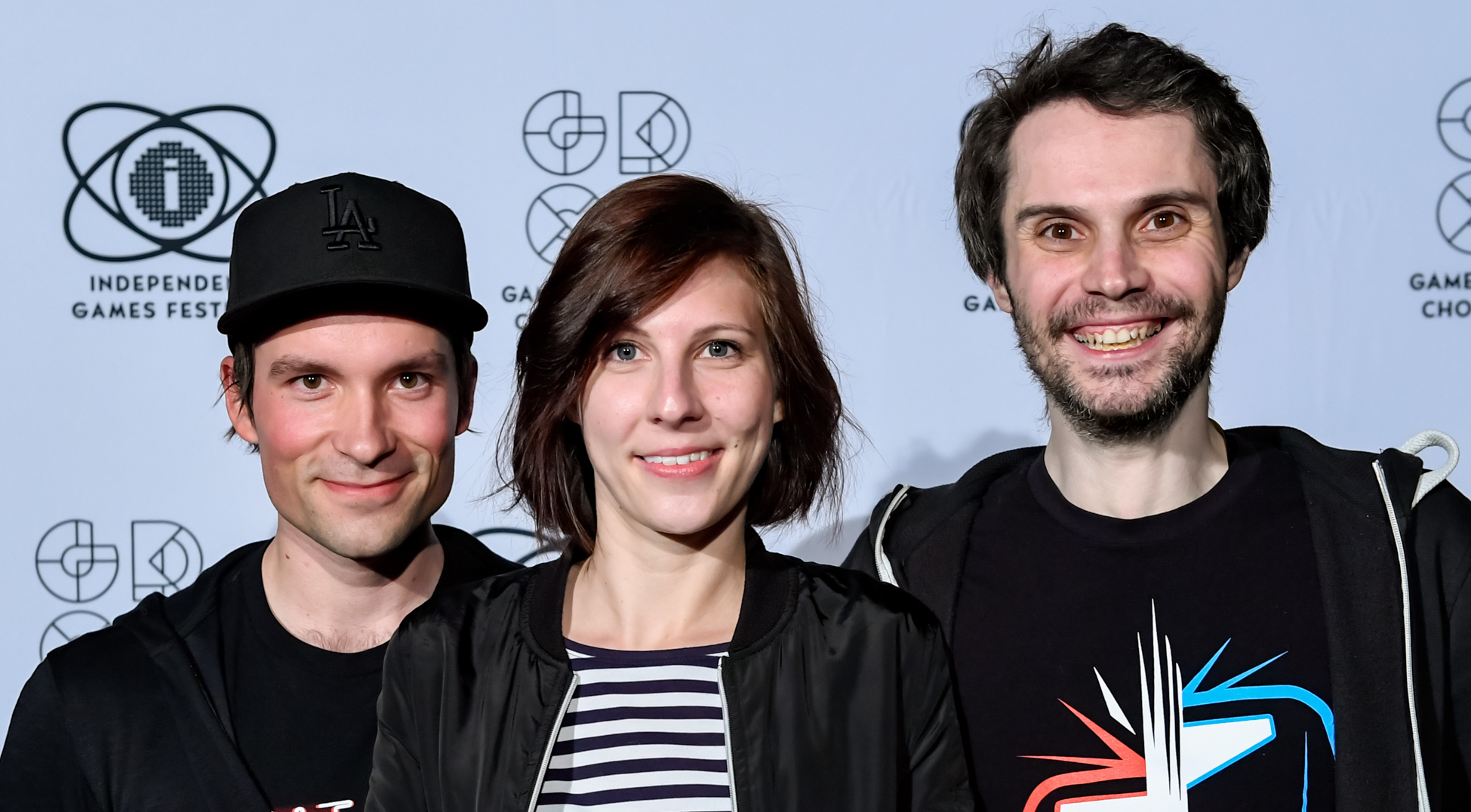
اعضای شرکت بیت گیمز برنده جایزه بهترین بازی واقعیت مجازی برای بیت سیبر.

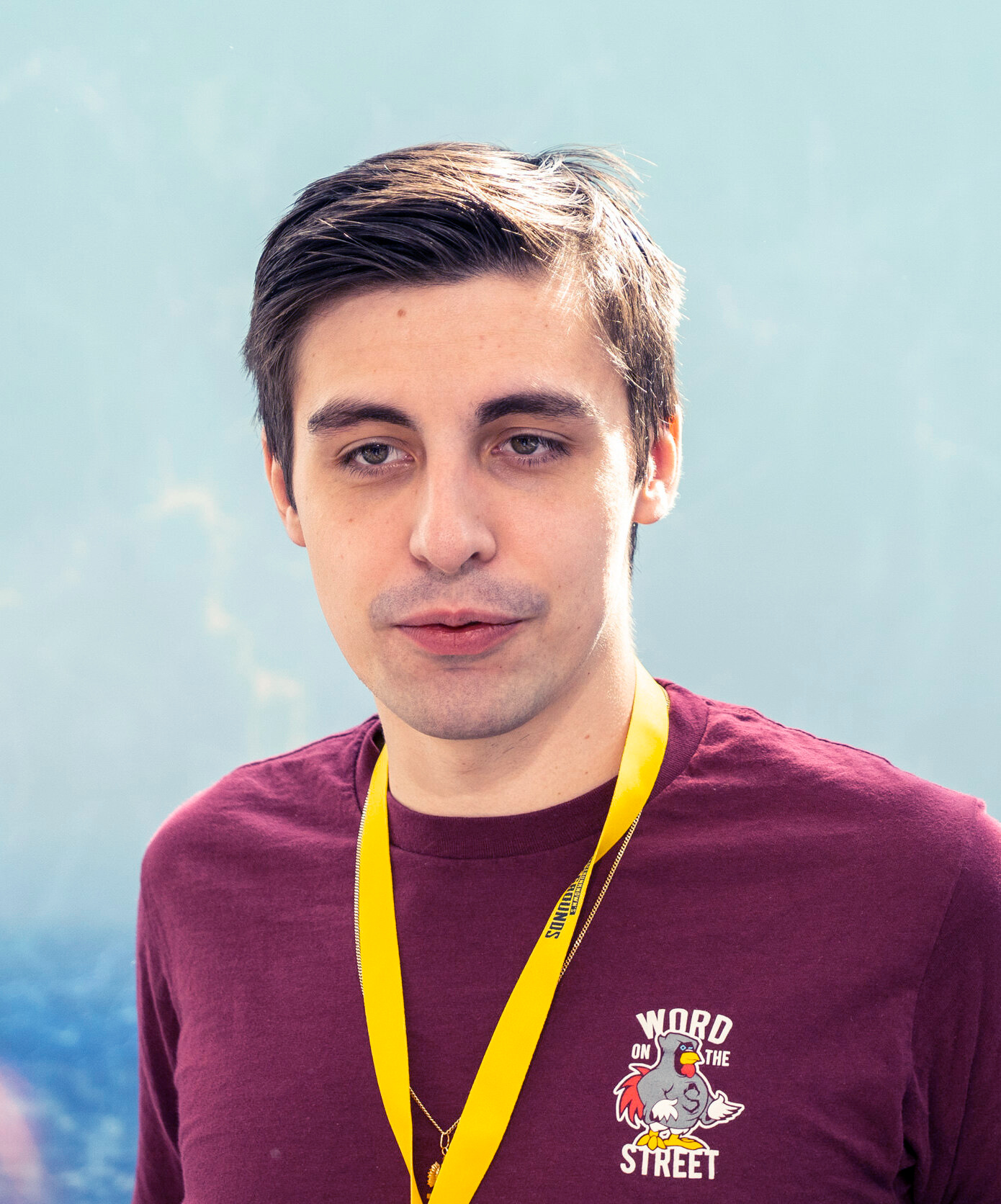
شرود برنده جایزه محتوا ساز برتر سال.

| - سکیرو: سایه‌ها دو بار می‌میرند – فرام سافتور/اکتیویژن - کنترل – رمدی انترتینمنت/ گیمز ۵۰۵ - دث استرندینگ – کوجیما پروداکشنز/سونی اینتراکتیو انترتینمنت - رزیدنت ایول ۲ (بازسازی) – کپ‌کام - برادران سوپر ماریو نهایی – باندای نامکو انترتینمنت/نینتندو - جهان‌های بیرونی – آبسیدین انترتینمنت | - دث استرندینگ – کوجیما پروداکشنز/سونی اینتراکتیو انترتینمنت - کنترل – رمدی انترتینمنت - رزیدنت ایول ۲ (بازسازی) – کپ‌کام - سکیرو: سایه‌ها دو بار می‌میرند – فرام سافتور/اکتیویژن - وحشی های بیرونی – آناپورنا اینتراکتیو                                                |
| بهترین بازی آنلاین | بهترین داستان |
| - فورتنایت – اپیک گیمز - اسطوره‌های اپکس – رسپاون اینترتینمنت/الکترونیک آرتس - سرنوشت ۲ – بانجی - فاینال فانتزی ۱۴ – اسکوئر انیکس - رینبو سیکس: سیج – یوبی‌سافت | - دیسکو الیسیوم – زائوم - افسانه طاعون: اینسنس – فوکوس هوم اینتراکتیو/ آسوبو استودیو - کنترل – رمدی انترتینمنت/ گیمز ۵۰۵ - دث استرندینگ – کوجیما پروداکشنز/سونی اینتراکتیو انترتینمنت - جهان‌های بیرونی – آبسیدین انترتینمنت                                           |
| بهترین کارگردان هنری | بهترین موسیقی متن |
| - کنترل – رمدی انترتینمنت/ گیمز ۵۰۵ - دث استرندینگ – کوجیما پروداکشنز/سونی اینتراکتیو انترتینمنت - گریس – دیوولور دیجیتال - سایونارا قلب های وحشی – آناپورنا اینتراکتیو / سیموگو - سکیرو: سایه‌ها دو بار می‌میرند – فرام سافتور/اکتیویژن - افسانه زلدا: پیوندهای بیداری – نینتندو / گرزو      | - دث استرندینگ – کوجیما پروداکشنز/سونی اینتراکتیو انترتینمنت - کدنس از هایروس – نینتندو - شیطان هم می‌گرید ۵ – کپ‌کام - کینگدم هارتس ۳ – اسکوئر انیکس - سایونارا قلب های وحشی – آناپورنا اینتراکتیو/ سیموگو                                                             |
| بهترین طراحی صدا | بهترین عملکرد |
| - ندای وظیفه: جنگاوری نوین – اینفینیتی وارد/اکتیویژن - کنترل – رمدی انترتینمنت/ گیمز ۵۰۵ - دث استرندینگ – کوجیما پروداکشنز/سونی اینتراکتیو انترتینمنت - چرخ‌دنده‌های ۵ – اکس‌باکس گیم استودیوز - رزیدنت ایول ۲ (بازسازی) – کپ‌کام - سکیرو: سایه‌ها دو بار می‌میرند – فرام سافتور/اکتیویژن         | - مدس میکلسن در نقش کلیف – دث استرندینگ - اشلی برچ در نقش پرایویتی هولوکوم – جهان‌های بیرونی - کورتنی هوپ در نقش جسی فیدن – کنترل - لورا بیلی در نقش کیت دیاز – چرخ‌دنده‌های ۵ - متیو پورتا در نقش دکتر کاسپر دارلینگ – کنترل - نورمن ریدس در نقش سم بریج – دث استرندینگ |
| تاثیر گذارترین بازی | بهترین بازی مستقل |
| - گریس –دیوولور دیجیتال - کونکریت جینی – سونی اینتراکتیو انترتینمنت - کایند وردز – پاپکنیبال - لایف ایز استرنج ۲ – دونت‌ناد انترتینمنت/اسکوئر انیکس - دریای تنهایی – الکترونیک آرتس | - دیسکو الیسیوم – زا/ام - بابا ایز یو – همپولی - کاتانا زیرو – دیوولور دیجیتال - وحشی های بیرونی – آناپورنا اینتراکتیو - بازی غاز بی‌نام – هاوس هاوس/پنیک کورپوریشن |
| بهترین بازی موبایل | بهترین بازی واقعیت مجازی |
| - ندای وظیفه: موبایل – اکتیویژن - گرینداستون – کاپی بارا گیمز - سایونارا قلب های وحشی – آناپورنا اینتراکتیو/سیموگو - آسمان: فرزندان نور – دت‌گیم‌کامپانی - عجب گلفی – تریباند | - بیت سیبر – بیت گیمز - خشم آسگارد – آکیولوس ریفت - خون و حقیقت – سونی اینتراکتیو انترتینمنت - آسمان هیچ‌کس – هلو گیمز - تراور جهان را نجات می دهد – جاستین رویلند |
| بهترین بازی اکشن | بهترین بازی ماجراجویی |
| - شیطان هم می‌گرید ۵ – کپ‌کام - اسطوره‌های اپکس – رسپاون اینترتینمنت/الکترونیک آرتس - زنجیر اختری – پلاتینیوم گیمز/نینتندو - ندای وظیفه: جنگاوری نوین – اینفینیتی وارد/اکتیویژن - چرخ‌دنده‌های ۵ – کوالیشن/اکس‌باکس گیم استودیوز - مترو اکسدس – ۴ای-گیمز/دیپ سیلور                                | - سکیرو: سایه‌ها دو بار می‌میرند – فرام سافتور/اکتیویژن - سرزمین‌های مرزی ۳ – ۲کی گیمز - کنترل – رمدی انترتینمنت/گیمز ۵۰۵ - دث استرندینگ – کوجیما پروداکشنز/سونی اینتراکتیو انترتینمنت - رزیدنت ایول ۲ (بازسازی) – کپ‌کام - افسانه زلدا: پیوندهای بیداری – نینتندو/گرزو   |
| بهترین بازی نقش آفرینی | بهترین بازی مبارزه ای |
| - دیسکو الیسیوم – زا/ام - فاینال فانتزی ۱۴ – اسکوئر انیکس - کینگدم هارتس ۳ – اسکوئر انیکس - مانستر هانتر ورد: آیزبورن – کپ‌کام - جهان‌های بیرونی – آبسیدین انترتینمنت | - برادران سوپر ماریو نهایی – باندای نامکو انترتینمنت/نینتندو - مرده یا زنده ۶ – تیم نینجا/کویی تکمو - نیروی پرش – باندای نامکو انترتینمنت - مورتال کامبت ۱۱ – ندررلم استودیوز/سرگرمی تعاملی برادران وارنر - سامورایی شودان – شرکت اس.ان.کی.                           |
| بهترین بازی خانوادگی | بهترین بازی استراتژی |
| - لوئیجی مانسیون ۳ – نینتندو - رینگ فیت ادونچر – نینتندو - سوپر ماریو میکر ۲ – نینتندو - برادران سوپر ماریو نهایی – باندای نامکو انترتینمنت/نینتندو - جهان مهارت یوشی – نینتندو | - نشان آتش: سه خانه – کویی تکمو/نینتندو - عصر شگفتی‌ها: سقوط سیاره – پارادوکس اینتراکتیو - سال ۱۸۰۰ – یوبی‌سافت - جنگ تمام‌عیار: سه پادشاهی – کریتیو اسمبلی/سگا - تروپیکو ۶ – کالیپسو مدیا - وارگرو – چاکلفیش                                                            |
| بهترین بازی ورزشی | بهترین بازی چندنفره |
| - کراش تیم ریسینگ نیترو-سوخت – بیناکس/اکتیویژن - دیرت رالی ۲.۰ – کدمسترز - ئی‌فوتبال پی‌ئی‌اس ۲۰۲۰ – کونامی - فرمول یک ۲۰۱۹ – کدمسترز - فیفا ۲۰ – ای‌ای اسپورتس | - اسطوره‌های اپکس – رسپاون اینترتینمنت/الکترونیک آرتس - سرزمین‌های مرزی ۳ – گیرباکس سافت‌ور / ۲کی گیمز - ندای وظیفه: جنگاوری نوین – اینفینیتی وارد/اکتیویژن - تتریس ۹۹ – آریکا کورپوریشن / نینتندو - تام کلنسی دی دیویژن ۲ – مسیو انترتینمنت/یوبی‌سافت                    |
| بهترین بازی مستقل جدید | بهترین پشتیبانی |
| - ZA/UM for دیسکو الیسیوم - ددتوست اینترتینمنت برای دوست من پدرو - هاوس هاوس برای بازی غاز بی‌نام - مگا کریت برای Slay the Spire - موبیوس دیجیتال برای وحشی‌های بیرونی - نومادا استدیو برای گریس                                                                                              | - سرنوشت ۲ – بانجی - اسطوره‌های اپکس – رسپاون اینترتینمنت/الکترونیک آرتس - فاینال فانتزی ۱۴ – اسکوئر انیکس - فورتنایت – اپیک گیمز - رینبو سیکس: سیج – یوبی‌سافت |
| بهترین محتواساز | بهترین بازی از نظر طرفداران |
| - شرود - Jack "Courage" Dunlop - Benjamin "Dr. Lupo" Lupo - Soleil "Ewok" Wheeler - David "Grefg" Martínez | - نشان آتش: سه خانه – کویی تکمو/نینتندو - دث استرندینگ – کوجیما پروداکشنز/سونی اینتراکتیو انترتینمنت - جنگ ستارگان جدای: محفل سرنگون – رسپاون اینترتینمنت/الکترونیک آرتس - برادران سوپر ماریو نهایی – باندای نامکو انترتینمنت/نینتندو                                 |

### تعداد نامزدها
| تعداد نامزدی ها | نام بازی                     |
| --------------- | ---------------------------- |
| ۱۰              | دث استرندینگ                 |
| ۸               | کنترل                        |
| ۵               | سکیرو: سایه‌ها دو بار می‌میرند |
| ۴               | اسطوره‌های اپکس               |
| ۴               | دیسکو الیسیوم                |
| ۴               | جهان‌های بیرونی               |
| ۴               | رزیدنت ایول ۲ (بازسازی)      |
| ۴               | برادران سوپر ماریو نهایی     |
| ۳               | ندای وظیفه: جنگاوری نوین     |
| ۳               | فاینال فانتزی ۱۴             |
| ۳               | فورتنایت                     |
| ۳               | چرخ‌دنده‌های ۵                 |
| ۳               | گریس                         |
| ۳               | وحشی های بیرونی              |
| ۳               | سایونارا قلب های وحشی        |
| ۲               | سرزمین‌های مرزی ۳             |
| ۲               | سرنوشت ۲                     |
| ۲               | شیطان هم می‌گرید ۵            |
| ۲               | کینگدم هارتس ۳               |
| ۲               | افسانه زلدا: پیوندهای بیداری |
| ۲               | رینبو سیکس: سیج              |

| تعداد جوایز | نام بازی                     |
| ----------- | ---------------------------- |
| ۴           | دیسکو الیسیوم                |
| ۳           | دث استرندینگ                 |
| ۲           | سکیرو: سایه‌ها دو بار می‌میرند |